# Talo (mitologia)
Talo (in greco antico: Τάλως?, Tálōs) è un personaggio della mitologia greca, un gigante di bronzo, guardiano di Creta.
Nel dialetto cretese τάλως era un sinonimo di ἥλιος hḕlios, il sole; Esichio di Alessandria notava che "Talo è il sole". A Creta, Zeus era chiamato Zeus Talleo (Ταλλαῖος), ovvero "Zeus Solare".

## Mito
La statua vivente fu creata da Efesto per Zeus, che ne fece dono ad Europa. Si tratterebbe di un gigantesco automa di bronzo invulnerabile.
Talo era stato incaricato da Minosse di sorvegliare l'isola, mettendo in fuga i nemici che tentavano di sbarcarvi, o di fermare i cittadini senza il consenso del re. Ogni giorno faceva il giro dell'isola armato e pronto per scagliare enormi pietre e non esitava a buttarsi nel fuoco fino ad una elevatissima temperatura per poi schiantarsi sui suoi nemici stritolandoli e bruciandoli.
Il gigante era invincibile, tranne in un punto della caviglia, dove era visibile l'unica vena che conteneva il suo sangue. La leggenda vuole che quando la spedizione degli Argonauti giunse sull'isola, sia stato reso pazzo da Medea ed ucciso dall'argonauta Peante che trafisse la sua vena con un colpo di freccia. Un'altra versione narra che il gigante sia morto per la fuoriuscita del sangue, causata però dall'urto della caviglia con una roccia.

## Iconografia

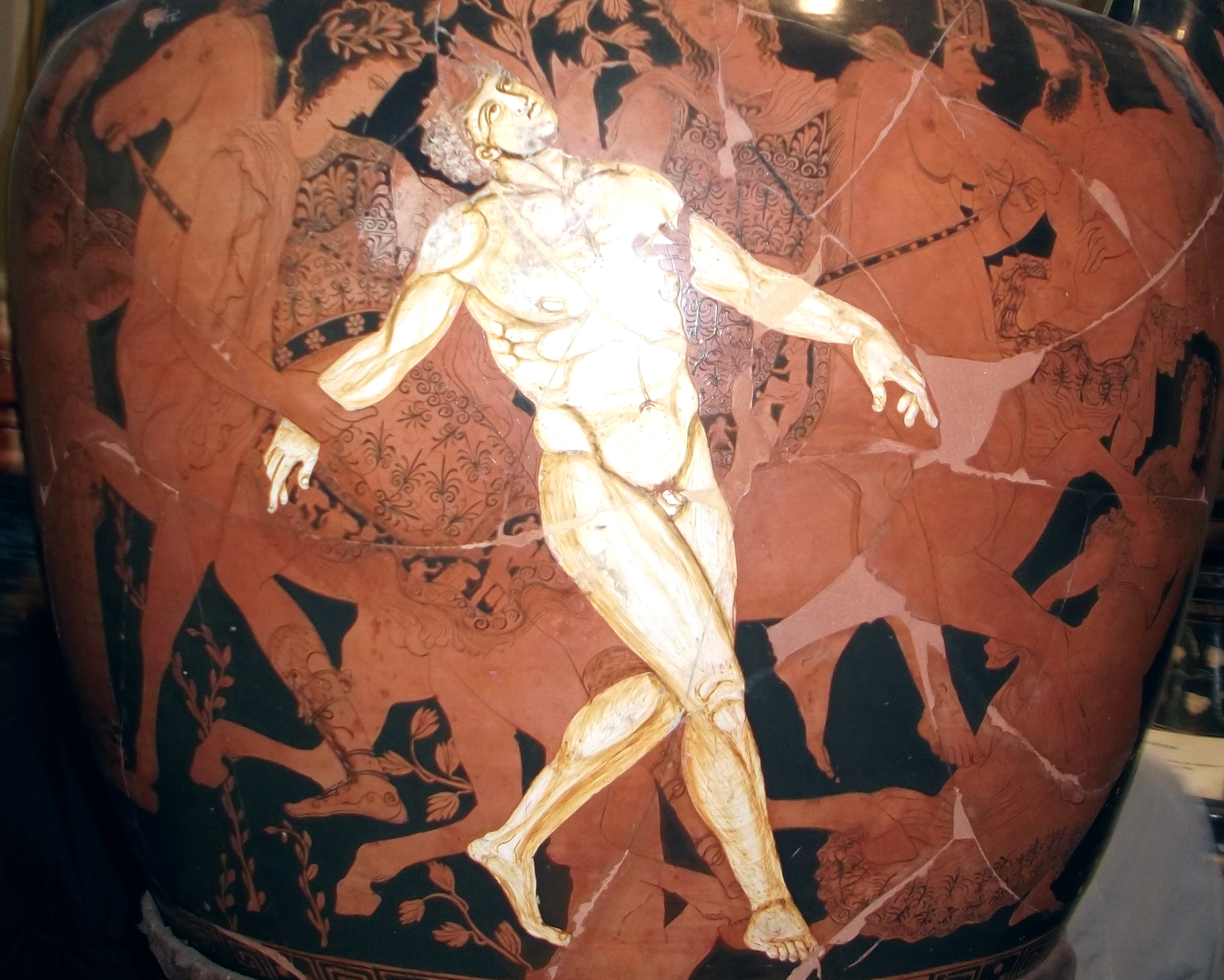
Cratere attico del Pittore di Talos, da Ruvo di Puglia

In una moneta da Festo, è rappresentato come figura alata; nel vasellame greco e nei bronzi etruschi invece non lo è. La rappresentazione di Talos è molto varia, con alcune ricorrenze: fuori di Creta, Talos è sempre rappresentato come sconfitto. In generale, sembra essere stato una figura enigmatica anche per gli stessi greci.
Uno splendido cratere attico che raffigura la morte del celebre Talos è conservato nel Museo archeologico nazionale di Palazzo Jatta, a Ruvo di Puglia: si tratta dell'opera eponima del cosiddetto "Pittore di Talos".

## Talos nella cultura di massa
La figura di Talos è citata in numerose manifestazioni della cultura di massa e della letteratura di genere:
- Nel videogioco "Titan Quest: Anniversary Edition",  Talo viene rappresentato come un automa che sorveglia il palazzo di Minosse, a Cnosso.

- Questo gigante è stato ripreso nel film mitologico Gli Argonauti (Jason and the Argonauts) del 1963, in cui veniva animato con la tecnica dello stop-motion.
- Gli antagonisti di Kyashan - Il ragazzo androide, nell'episodio 29 della serie fanno tappa in Grecia e si fanno costruire per il loro esercito un robot da una scienziata, Melina: essa ne progetta uno gigantesco e capace di rendersi incandescente, che chiama Talo in omaggio all'automa mitico.
- Nella serie Morphogenesis dei Gormiti (creature fantasy ideate da Leandro Consumi), uno dei Gormiti del popolo della Terra si chiama Thalos il Combattente e indossa un elmo e un'armatura da oplita, inoltre al suo braccio sinistro è fissato uno scudo rotondo, mentre nel destro ha una lama di roccia al posto della mano.
- Talos è anche il nome di un missile terra-aria della marina americana.
- Nel libro Lo scudo di Talos di Valerio Massimo Manfredi, il gigante Talos è visto come simbolo di speranza ed eroismo.
- Nel libro Percy Jackson e gli dei dell'Olimpo: la maledizione del Titano una copia difettosa e più piccola di Talo si scontra con Percy, Talia e gli altri componenti del gruppo.
- Nel videogioco Castlevania: Harmony of Dissonance, Talos appare nel preludio per inseguire il protagonista Juste Belmont. Appare poi come boss nel livello della caverna sotterranea nel castello B, anche qui il suo punto debole è la caviglia, scoperta per colpa della caduta nel preludio.
- Nel videogioco d'azione-fantasy Spartan: Total Warrior, Talo è il "boss" del primo livello, che il protagonista del gioco, lo Spartano, deve sconfiggere usando le catapulte prima che distrugga le mura di Sparta.
- Nel videogioco The Elder Scrolls V: Skyrim, Talos è il nome che i sacerdoti diedero all'imperatore Tiber Septim dopo la sua morte, all'atto della sua canonizzazione a divinità[1]. Il divieto di professare il suo culto è uno dei temi alla base della guerra descritta nel gioco.
  - Inoltre, nella serie di The Elder Scrolls, esiste un gigante meccanico di bronzo dal nome di Numidium, noto anche come Torre di Bronzo o Dio di Bronzo; tale gigante venne creato come manifestazione della divinità dalla defunta razza dei Nani, e fu donato a Tiber Septim/Talos durante il suo regno.[2]
- Nel cartone Mummies Alive! - Quattro mummie in metropolitana, Talos è un gigante di bronzo invocato da Scarab. Appare nella serie TV per la prima volta nell'episodio 17 "Scontro fra titani".
- Nel V Libro de "The Faerie Queene" di Edmund Spenser, il cavaliere Sir Artegal - allegoria della Giustizia magnanima - è accompagnato da Talus, allegoria invece della Giustizia spietata e inumana, diretto riferimento al mito greco.
- Il Pokémon leggendario di terza generazione Registeel è ispirato a Talos, date le sue fattezze e il suo tipo Acciaio.
- Nel videogioco "Wizard101" è possibile evocare Talos per i maghi della scuola Mitologia sotto forma di un enorme colosso di pietra scura.
- il Talos Festival è da anni uno dei maggiori festival Jazz italiani. Si tiene a Ruvo di Puglia, città ove è conservato l'omonimo vaso.
- The Talos Principle è un videogioco di stampo filosofico in prima persona, nel quale il protagonista è un robot umanoide, che aggirandosi tra ambientazioni tipiche delle più antiche civiltà umane, è via via sottoposto a enigmi di crescente difficoltà, mentre parallelamente viene chiamato a sondare e mettere in discussione il senso ultimo dell'esistenza.
- Nel videogioco Signore dell'Olimpo - Zeus, Talo è il gigante che viene richiamato da Efesto per proteggere o attaccare la città che si sta gestendo, a seconda che Efesto stesso sia o non sia un Dio favorevole.
- Nel fumetto I Cavalieri dello zodiaco - The Lost Canvas - Il mito di Ade, il personaggio di Cor Tauri, presente nel volume degli Aneddoti dedicato al Toro, è un automa posto da Zeus a guardia di Creta e della sua amata Europa, ed è stato realizzato sulla falsariga del metodo di costruzione di Talos.
- Negli episodi 937-938 della ventisettesima stagione della seriea cartoni animati Detective Conan è il fulcro della storia.
- Nel gioco di ruolo Dungeons and Dragons, Talos è una delle divinità dei Forgotten Realms, una delle ambientazioni ufficiali del gioco.